# Noco (企業)
noco株式会社（ノコ、英: noco Inc.）は、法人向けのカスタマーサポート業務を効率化するためのSaaS型クラウドサービス（「ヘルプドッグ」、「ヘルプドッグフォーム」など）を開発・運営を行っているインターネット企業。

## 概要
2017年に堀辺憲が設立。
2020年7月にAIマニュアル作成ツール「トースターチーム」をリリースする。その後、2022年7月にクラウド顧客獲得ツール「nocoセールス」、2024年5月にフォーム作成管理システム「ヘルプドッグ フォーム」、2025年4月にセルフサポートシステム「ヘルプドッグ」をリリースする。

## 資金調達
2020年10月8日、アプリコット・ベンチャーズ、STRIVE、VOYAGE VENTURES、個人投資家を引受先とする第三者割当増資により総額7,500万円を調達。
2022年2月に、Coral Capital、Headline Asia、アプリコット・ベンチャーズを引受先とするJ-KISS型新株予約権の発行により総額1億3,000万円を調達。

## 沿革
- 2017年
  - 5月 - 東京都千代田区にnoco株式会社を設立（5月12日）

- 2018年
  - 5月 - 小説投稿プラットフォームサービス「noco」の提供開始
  - 7月 - 旅ログ「noco」の提供開始

- 2019年
  - 1月 - 縦書き「noco」の提供開始

- 2020年
  - 2月 - マニュアル共有管理サービス「toaster」β版を提供
  - 6月 - 「toaster team」の商標取得に伴い、サービス名を変更[4]
  - 7月 - チームコラボレーションツール「toaster team」の提供開始
  - 8月 - 医療機関の新型コロナウイルス感染症対策の支援として、「toaster team」を12か月間無償提供を実施
  - 10月 - 東京都墨田区に東京本社を移転

- 2021年
  - 1月 - 新型コロナウイルス感染症対策として、週5日の完全テレワーク制度を導入
  - 3月 - 情報セキュリティマネジメントシステム（ISMS）の認証を取得[5]
  - 12月 - noco株式会社の新ロゴを発表（12月17日）

- 2022年
  - 1月 - 内閣府が推進する「地方創生テレワーク推進運動Action宣言」に参画
  - 2月 - 千葉県船橋市に本社を移転
  - 3月 - 千葉県千葉市中央区に千葉オフィスを開設
  - 7月 - クラウド顧客獲得ツール「nocoセールス」の提供開始[6]

- 2023年
  - 6月 - 東京都墨田区に本社を移転
  - 8月
    - クラウド顧客獲得ツール「nocoセールス」を事業譲渡[7]
    - noco株式会社の新ミッション・ビジョン・バリューを発表
- 2024年
  - 4月 - 東京都中央区に本社を移転
  - 5月 - フォーム作成管理システム「ヘルプドッグ フォーム」提供開始[8]

## サービス
- AIマニュアル作成ツール「トースターチーム」

AIによるマニュアルの自動作成や動画マニュアル、用語集の作成管理などが搭載。誰でも簡単にマニュアルや業務手順書を作成できるクラウドサービス。
- セルフサポートシステム「ヘルプドッグ」

ヘルプガイドやFAQをノーコードで簡単に作成し、顧客が自ら疑問を解決できるセルフサポートシステム。先回りスマート検索やフォーム連携によるリアルタイム回答で問い合わせを削減し、サポート業務の負担を軽減する。さらに、AIによる分析で運用改善を支援し、Web解析の知識やノウハウ不要で、最適なヘルプセンターの運用を実現する。
- フォーム作成管理システム「ヘルプドッグ フォーム」

誰でも簡単にWebフォームを作成、公開することができる高機能なフォーム作成管理システム。

## 受賞歴
- 2020年
  - 9月 - 東京都主催「UPGRADE WITH TOKYO」ファイナリスト：トースターチーム[9]
  - 10月 - 第17回 日本e-Learning大賞 ナレッジ共有特別部門賞 受賞：トースターチーム[10]
- 2021年
  - 6月 - 日本HRチャレンジ大賞 奨励賞 受賞：トースターチーム[11]
  - 10月 - グッドデザイン賞 受賞：トースターチーム[12]
- 2023年
  - 9月 - 週刊東洋経済「2023年最新版 すごいベンチャー100 」に選出[13]
- 2024年
  - 11月 - 第18回「ASPICクラウドアワード2024」支援業務系ASP・SaaS部門 先進ビジネスモデル賞 受賞：トースターチーム[14]